# Microscypha grisella
Microscypha grisella är en svampart som först beskrevs av Rehm, och fick sitt nu gällande namn av Syd. & P. Syd. 1919. Microscypha grisella ingår i släktet Microscypha och familjen Hyaloscyphaceae.   Inga underarter finns listade i Catalogue of Life.